# 165 TCN
Năm 165 TCN là một năm trong lịch Julius. 